# Papyrus Oxyrhynchos 5101
Papyrus Oxyrhynchos 5101 (også kaldet P.Oxy.LXXVII 5101; LDAB 140272; Rahlfs 2227) er et Septuaginta-manuskript (LXX) fra den bibelske Salmernes Bog, fundet ved Oxyrhynchos. Palæografiske undersøgelser viser, at fragmentet stammer fra det første århundrede I øjeblikket opbevares manuskriptet i Ashmolean Museum i Oxford.
Manuskriptet indeholder tetragrammaton til at repræsentere det guddommelige navn på Gud (YHWH) skrevet i paleo-hebraisk skrift ().
Tekst ifølge A. R. Meyer:
Sal 26:14
[και εψευσατο] η α[δικια ε]αυτη

[πιστευω του ι]διν τα αγαθα

[εν γη ζωντων υπο]μενοντων τον [יה]הו

[ανδριζου και κρ]αταιουσθω η καρδια σ[ου]

[και υπομεινο]ν τ[ον] יהוה 
Sal 64:2 (LXX)
[.]. [ ] εις το τελψαλμος τω Δαυειδ [

[σοι πρ]επει יהוה υμνος εν Σειων [

[και σοι] αποδοθησεται ευχη [

[εισακο]υσον προσευχης: προς σε π[ασα 